# Ebenhöhe (Werleshausen)
Die Ebenhöhe ist ein 320 m ü. NHN hoher Berg im Werra-Meißner-Kreis im nordöstlichen Hessen (Deutschland).

## Geographie

### Lage
Der Berg befindet sich im nordöstlichen Teil des Werra-Meißner-Kreises ungefähr drei Kilometer östlich von Witzenhausen unweit der hessisch-thüringischen Landesgrenze. Unmittelbare Nachbarorte sind Unterrieden im Nordwesten, Neuseesen im Nordosten und Werleshausen im Südosten. Eingegrenzt wird der Berg von den Tälern der Werra im Süden und Westen und deren Zuflüssen Siesterbach im Osten und Karlsbach im Nordwesten.

### Berghöhe und Landschaft
Eine exakte Berghöhe ist auf den meisten Kartenwerken nicht angegeben. Der BfN-Kartendienst weist für den mittleren Bergabschnitt eine Höhe von 314 Metern auf, nördlich ist entsprechend der Höhenlinien eine Höhe von mindestens 320 Metern anzunehmen.
Die Ebenhöhe ist Teil einer von Nord nach Süd verlaufenden Bergkette. Nördlich befindet sich die Stürzliede (354,2 m) mit dem Hornungskopf und südwestlich der Liebenberg (287,4 m). Die durch kleine Täler gegliederten westlichen Hänge werden Die Neun Gründe genannt. Im Bebenroth, einer Senke zwischen der Ebenhöhe und dem Witzgenstein sowie der Stürzliede, befindet sich der Bebenrothtunnel der Bahnstrecke Göttingen–Bebra. Westlich zum Werratal vorgelagert befinden sich folgende Bergkuppen: der Witzgenstein (336,3 m), der Dorfberg (286 m) und der Herbstberg (ca. 300 m). Der Halbesberg bildet den südlichen Rand der Ebenhöhe zum Werratal hin. Dort befindet sich bereits im Buntsandstein ein kleiner Felsen, die Hasenkanzel. Von hier hat man einen Ausblick ins Werratal und zur Burg Ludwigstein.
Der Liebenberg bildet, nur durch einen flachen Bergsattel von der Ebenhöhe getrennt, den südwestlichsten Ausläufer der Bergkette. Geologisch besteht der Liebenberg von West nach Ost aus Sandsteinen des Unteren Keuper, dann aus Oberen, Mittleren und schließlich Unteren Muschelkalk. Unmittelbar auf der Bergkuppe wird eine Wallburg mit einem kleinen bogenförmigen Wall vermutet. Historische Belege für eine solche Burg gibt es nicht. Lediglich im Digitalen Geländemodell des Hessischen Windatlas sind geringe Bodenstrukturen erkennbar.

### Naturräumliche Zuordnung
Die Ebenhöhe gehört in der naturräumlichen Haupteinheitengruppe Osthessisches Bergland (Nr. 35) und in der Haupteinheit Unteres Werrabergland (358) zur Untereinheit Neuseesen-Werleshäuser Höhen (358.8).

## Natur
An der Schnittstelle verschiedener Störungszonen besteht die geologische Grundlage der Ebenhöhe überwiegend aus Muschelkalk sowie im Norden und Süden mit kleinen Arealen von Buntsandstein. Der Berg ist überwiegend bewaldet, an den Berghängen gibt es auch zahlreiche Areale mit Halbtrockenrasen und Streuobstwiesen. Die Südosthänge sind Teil des Naturschutzgebietes Ebenhöhe-Liebenberg mit seltenen Tier- und Pflanzenarten. Über den Berg verlaufen verschiedene Wanderwege, unter anderem der Grenzstein-Wanderweg vom Stürzlieder Berg bis zur Werra bei Wendershausen. Außerdem gibt es einen Waldsportplatz oberhalb von Werleshausen.

## Geschichte
Über den Berg verlief mehrere Jahrhunderte die Grenze einerseits zwischen der Landgrafschaft Hessen-Kassel (bis 1803) bzw. dem Kurfürstentum Hessen (bis 1865) und andererseits dem mainzischen Territorium Eichsfeld (bis 1803) bzw. der preußischen Provinz Sachsen (bis 1945). Zahlreiche Grenzsteine aus dem Jahr 1837 mit den Beschriftungen KP (für Königreich Preußen) und KH (für Kurfürstentum Hessen) zeugen noch davon. Heute bildet dieser Grenzverlauf nur noch die Gemarkungsgrenze zwischen den Witzenhausener Ortsteilen Werleshausen/Neuseesen und Unterrieden.
Im Jahre 1945 kam es nach Streitigkeiten an der Bahnstrecke Göttingen-Bebra durch das Wanfrieder Abkommen zu einer Verschiebung der amerikanisch-sowjetischen Zonengrenze. So kamen die Eichsfelder Orte Werleshausen und Neuseesen mit ihrem Gemarkungsanteil vom Landkreis Heiligenstadt zum hessischen Landkreis Witzenhausen.